# Haroldo Juárez
Haroldo Juárez Arjona (Guatemala; 1940) es un exfutbolista guatemalteco que era delantero. Es primo del cantante Ricardo Arjona.

## Trayectoria
En Guatemala jugó en el Xelajú, club para el que anotó 100 goles y ganó la Liga Nacional de Guatemala 1961-62 y los Torneos de Copa 1961-62 y 1963. Partiendo de su país rumbo a los Estados Unidos, jugó en los Chicago Mustangs en la temporada de 1968, alcanzando el segundo lugar en la División de los Lagos.

## Clubes
| Club                   | País           | Año       |
| ---------------------- | -------------- | --------- |
| Xelajú Mario Camposeco | Guatemala      | 1960-1965 |
| Comunicaciones         | Guatemala      | 1965-1967 |
| Chicago Mustangs       | Estados Unidos | 1968      |

## Palmarés

### Títulos nacionales
| Título        | Equipo                 | País      | Año     |
| ------------- | ---------------------- | --------- | ------- |
| Copa Nacional | Xelajú Mario Camposeco | Guatemala | 1961-62 |
| Liga Nacional | Xelajú Mario Camposeco | Guatemala | 1961-62 |
| Copa Nacional | Xelajú Mario Camposeco | Guatemala | 1963    |